# いしのようこ
いしの ようこ（本名及び旧芸名：石野 陽子（読み同じ）、1968年〈昭和43年〉2月20日 - ）は、日本の女優、歌手、コメディエンヌ。
兵庫県出身。芦屋市内の公立中学校→甲子園学院高等学校→堀越高等学校に転入・卒業。グランドスラム所属。姉は女優・歌手の石野真子。妹は女優・タレントの宝乃純。

## 来歴
1985年に『テディーボーイ・ブルース』でアイドル歌手としてデビュー。
「アイドル・石野真子の妹」ということでデビュー時から注目を浴びていた。
『セーラー服通り』への主演や『志村けんのだいじょうぶだぁ』での志村けんとの息の合った夫婦コントでバラドルとして人気を博す。
2003年の『てるてる家族』では、子供時代にフィギュアを習っていた経験を活かしてフィギュアスケートのコーチを演じ、2020年の『おちょやん』では芝居茶屋の女将役のアドリブが話題となった。
Vシネマでは『ミナミの帝王』シリーズに出演していた。

## エピソード

### 子供時代
芦屋市でビーズ製ハンドバッグの製造会社を経営する父、母、3姉妹の次女（姉・石野真子は7歳上、妹・後の宝乃純は6歳下）として育つ。当時は広い2階建ての邸宅と広い庭園がある裕福な家庭で育った。生まれつき体が弱く幼稚園を休みがちで性格も内気だったため、当時は飼い犬のセント・バーナードが一番の友達で、よく一緒に庭で遊んでいた。
小学1年生の頃、虚弱体質の改善を願う両親が知人に相談したことで、フィギュアスケートを習い始めた。3ヶ月後に出場した大会で優勝したことから強化選手に選ばれ、中野園子に師事。以降毎日朝練をしてから学校に行き、帰宅後から夜遅くまで練習漬けの日々を送った。大阪のリンクまて遠征することも多く、当時はのんびりできる日曜の午前中にテレビを観るのが唯一の楽しみだった。
その後母は芸能界入りした真子の付き添いで東京に訪れて不在がちになり、家事を手伝わざるを得なくなったため中学1年生の時にフィギュアを辞めた。中学生の頃から春や夏の長期休暇を利用して姉が暮らす東京に遊びに行った。当時の将来の夢は、ヘアメイクアーティストだった。

### アイドル歌手としてデビュー
上記の通り観客がいるフィギュアの大会に出ていたが、普段人前に出ることは得意ではなかった。高校1年生の時、真子の出演ドラマの撮影現場を見学するとスタッフから誘われ、姉に背中を押されて通行人の役で出演。これを見た（当時の）事務所関係者にスカウトされ、当初断ったが根気よく説得されて芸能界入りを決めた。
デビュー準備のため高校2年生の頃に上京し、堀越高等学校に転入した。千代田区の所属事務所近くの2DKのアパートで、しばらくはサポート役の事務所スタッフと同居生活を送った。高校3年生でデビューしてからは、寝る間も休日もほとんどないほど多忙になった。歌は苦手だったが、デビュー時に社長から「レコード会社を決めてきたから」と突然告げられ、歌手業をすることになった。同期デビューのアイドルたちとは皆忙しかったため、堀越高校や仕事場で会うとお互いに励まし合い、ライバル意識はほとんどなかったという。

### 志村けんとのコント
10代後半、ある旅番組で人気コメディアンの志村けんと共演し、ロケバスで雑談すると彼から「お前、おもしれえな」と言われた。これがきっかけで後日、志村が出演するコント番組『ドリフ大爆笑』にゲストとして招かれ、言われるがまま泥棒コントに参加。収録後、志村から新番組『だいじょうぶだぁ』のレギュラーに誘われたが、自信がないため断ろうとした。志村から「勉強だと思って3ヶ月（1クール）だけでいいから」と説得され、出演が決定した。
『だいじょうぶだぁ』開始直後は、1クールだけのゲスト気分で気楽にコントに参加した。しかし3ヶ月経っても誰からも「今日で終わりです」とは言われず、出演が続いたことで「期限付きの出演じゃなかった」と気づいた。「お気楽にやっていてはダメだ」と危機感を覚え、コントへの向き合い方や番組での自分の立ち位置に悩み始めた。以降本腰を入れてコントに取り掛かると体当たりでやったことが周りから面白がられるようになり、少しずつお笑いの感覚を掴んでいった。
約5年間出演した『だいじょうぶだぁ』の降板後、『志村けんはいかがでしょう』（1993～1995年）にもレギュラー出演したが、番組終了後はコントからしばらく遠ざかった。その後10数年ぶりに再会した志村の依頼を受け、2012年の舞台『志村魂』に参加して久々にコントを披露し、3年連続で出演した。ちなみに志村けんとは偶然にも誕生日が同じ（2月20日）である。そして志村はかつていしのが恋人であることを公言していた。
本人の中ではコントと一般的な芝居にほとんど違いはなく、どちらの台本も同じように読んでセリフ覚えなどをしている。ある時志村から、「コントの掛け合いの間（ま）だけは教えられるものではなく、その人の経験と感性から生まれるもの。お前は絶妙の間を持っていて、一緒にコントをやるとそれが気持ちいい」と褒められたことがある。

## 人物
血液型はAB型。
特技はフィギュアスケート。趣味はゴルフ、日曜大工。
幼い頃からの犬好き（特に大型犬が好き）である。子供の頃は「バズ」と名付けたセント・バーナード、20代の頃は「バーキン」と名付けたフラットコーテッド・レトリーバーをそれぞれ飼い犬として可愛がっていた。2015年頃に妹の飼い犬が生んだ2匹のビション・フリーゼを引き取った。
堀越高校時代は、本人を含めた同級生に「ようこ」が複数人いた（長山洋子、南野陽子）ため、本人曰く「仲間内での愛称問題が勃発した」という。話し合った結果、同級生の「ようこ」で一番早く芸能界デビューした長山が自動的に「ようこ」になり、南野は「みなみのちゃん」、本人は「ヨースケ」で呼び合うことが決まった。
30代の終わり頃にゴルフを通じて知り合った一般男性と密かに交際を始め、ほどなくしてお互いに納得した上で事実婚の関係となった。本人は、「結婚という形にあまり魅力を感じない。結婚しなくても好きな人と一緒にいることはできる」との考えを持つ。その後2019年7月29日に放送された「人生イロイロ超会議」にて、1歳年下の男性と事実婚であることを明かした。現在はこのパートナーと共に都内の一軒家で暮らしている。
『ゴジラvsデストロイア』で共演した辰巳琢郎や林泰文らは、いしのについて明るい人物と評している。同じく共演者の大沢さやかは、いしのは同作品のキャンペーンの移動中はすぐに眠って体力を温存していたと証言しており、タフな人物であると感じたという。

## 出演

### テレビドラマ
- 月曜ドラマランド（フジテレビ）
  - 転校生!オレがあいつでアイツがおれで（1985年8月19日）[1]
  - サイボーグ女子高生バニラ37℃（1985年12月12日）- 主演・甘井バニラ 役
  - 転校生!オレがあいつでアイツがおれで2（1986年4月21日）
  - セーラー服恋愛教室 愛のレッスンA!B!!C!?（1986年1月6日）
  - 夏休み特別企画 前略ミルクハウス・ねらわれた女子大生・オバケ下宿の大騒動（1987年8月3日）
- セーラー服通り（1986年1月10日 - 3月28日、TBS）[1] - 主演・紺野冬美 役
- 銀河テレビ小説（NHK総合）
  - まんだら屋の良太（1986年） - 秋川月子 役
- どうぶつ通り夢ランド（1986年 - 1987年、テレビ朝日）
- 少年（1986年10月25日、NHK総合） - 山崎陽子 役
- ベイシティ刑事 第5話「美少女は俺がヤル!」（1987年、テレビ朝日） - 鷲尾茜 役
- 荒野のテレビマン（1987年、フジテレビ）
- 連続テレビ小説（NHK総合）
  - 和っこの金メダル（1989年10月2日 - 1990年3月31日） - 深見圭子 役
  - てるてる家族（2003年9月29日 - 2004年3月27日）[1] - 稲本栄子 役
  - べっぴんさん（2016年10月3日 - 2017年4月1日）[1] - 村田琴子 役
  - おちょやん（2020年11月30日 - ） - 富川菊 役[12]
- 火の用心（1990年7月7日 - 9月29日、日本テレビ）
- 裸の大将 第43話「清がサーカスにやってきた」（1990年、関西テレビ） - 栗山洋子 役
- 悪女（1992年、読売テレビ）
- ざけんなヨ!!5「一般職OLの悲哀」（1993年、フジテレビ）
- 新空港物語（1994年1月6日 - 3月17日、テレビ朝日）
- 土曜ワイド劇場（テレビ朝日）
  - 「地底から生きかえった男」（1990年7月21日） - 順子 役
  - 「混浴露天風呂連続殺人15・那須高原に消えた美人ダンサーの秘密」（1995年11月18日、朝日放送） - 中原由美子 役
  - 「棟居刑事のラブアフェア」（1996年3月30日） - 松葉絵里子 役
  - 「温泉 (秘) 大作戦9 美人女将とパパラッチ!? 早春の気仙沼を巡る連続殺人！盗撮に秘められた驚愕の真実!!」（2010年3月27日） - 阿部ゆかり 役
  - 「終着駅の牛尾刑事VS事件記者冴子 森村誠一の完全犯罪の使者」（2010年12月18日） - 長井真美子 役
  - 「弁護士・森江春策の事件3 透明人間の完全犯罪!!」（2011年10月29日） - 長谷川潤子 役
  - 「内田康夫サスペンス・福原警部4」（2012年4月14日） - 松井悦子 役
  - 「温泉若おかみの殺人推理25 鹿児島指宿〜フルムーン旅行連続殺人!!」（2013年5月4日） - 泉幸子 役
  - 「法医学教室の事件ファイル37 パラシュートで舞い降りた美女の死体復讐殺人?」（2013年11月9日） - 大原冬美 役
  - 「西村京太郎トラベルミステリー62 寝台特急カシオペア&スーパーひたち連続殺人」（2014年7月12日） - 小野木由美 役
  - 「鉄道捜査官15 死を呼ぶスケッチ旅行!? 終着駅で炎上する名画の謎!!」（2015年4月4日） - 篠崎昌子 役
  - 「京都南署鑑識ファイル9 仕組まれた医療ミス殺人の謎!!身長差10cmの犯人の完全犯罪!?」（2015年6月20日） - 桐生由利子 役
  - 「温泉 (秘) 大作戦18 世界自然遺産・知床半島! オホーツクに沈む夕陽天に続く道、大自然の秘湯!!」（2016年8月13日） - 高橋陽子 役
- さすらい刑事旅情編VII 第12話「四国逃避行・囮になった女」（1995年、テレビ朝日）
- ドラマ30
  - ふ〜ふ生活（1996年6月 - 7月、中部日本放送） 主演
  - おかみさんドスコイ!!（2002年4月1日 - 5月24日、毎日放送） - 主演 佐伯妙子 役
  - がきんちょ〜リターン・キッズ〜（2006年、毎日放送） - 田丸愛子（カカ）役
- 番茶も出花（1997年10月2日 - 1998年3月26日、TBS） - 奈々 役
- 火曜サスペンス劇場（日本テレビ）
  - 「刑事・鬼貫八郎7・憎悪の化石」（1997年）
  - 「当番弁護士5」（1998年）
  - 「追跡4」（1998年）
  - 「監察医・室生亜季子28」（2000年）
  - 「小京都ミステリー29」（2001年） - 加藤奈々子 役
  - 産婦人科医 南雲綾子 「産む女、産まない女」（2003年5月6日） - 小幡ゆかり 役
  - 「取調室」 第19作「未亡人が暴く仮面夫婦の18年間 死者からの着信記録と強盗犯発生で勾留8日で取調べ中止」（2003年） - 長谷部マヤ 役
- 凄絶!嫁姑戦争 羅刹の家（1998年4月9日 - 6月25日、テレビ朝日） - 水野弥生 役
- 税務調査官・窓際太郎の事件簿 正しい遺言相続教えます! ついに太郎が政界にメスを入れるため神戸へ（1999年6月21日、TBS） - 加藤伸子 役
- はぐれ刑事純情派 第12シリーズ 第24話「1分間だけの不倫!?三度襲われた女!」（1999年、テレビ朝日） - 和田真知子 役
- 夜逃げ屋本舗（1999年、日本テレビ） 第6話ゲスト
- はみだし刑事情熱系 Part6（2001年、テレビ朝日） - 小橋芳江 役
- 月曜ドラマスペシャル（TBS）
  - 「陰の季節」（2000年5月1日）- 尾坂部恵 役
  - 「万引きGメン・二階堂雪6・逆恨み」（2001年4月9日） - 新井奈津子 役
- FLY 航空学園グラフィティ（2000年、NHK）
- 暴れん坊将軍XI〜春のスペシャル（2001年 - 2004年、テレビ朝日） - お杏 役
- 京都迷宮案内4「喪服の女・連続香典泥棒に秘められた謎!」（2002年2月28日、テレビ朝日） - 山本雅 役
- 女と愛とミステリー（テレビ東京・BSジャパン）
  - 「篝警部補の事件簿」（2003年）
  - 「捜査検事・近松茂道3」（2004年） - 早坂奈津美 役
- 闇に沈む殺意 誰にも言えない 函館旅情サスペンス（2003年、フジテレビ）
- ジイジ〜孫といた夏〜（2004年8月16日 - 9月6日、NHK総合） - 坂本美鈴 役
- こちら本池上署（2004年、TBS） - 嶋村昭子 役
- 彼女が死んじゃった。（2004年、日本テレビ）
- 冬の輪舞（2005年1月6日 - 4月1日、東海テレビ） - 水島静子 役
- ジイジ2〜孫といた夏〜 （2005年7月 - 、NHK総合） - 坂本美鈴 役
- 君が光をくれた 子供たちが教えてくれた（2006年12月4日、TBS） - 浅田啓子 役
- 百鬼夜行抄（2007年、日本テレビ）
- 愛の劇場 愛のうた!（2007年10月29日 - 12月28日、TBS） - 宇喜田礼子 役
- 愛讐のロメラ（2008年9月29日 - 12月26日、東海テレビ） - 加賀見映子 役
- 月曜ゴールデン（TBS）
  - 「浅見光彦シリーズ24 津和野殺人事件」（2008年9月29日） - 樋口久美 役
  - 「美食カメラマン 星井裕の事件簿2」（2011年4月25日） - 北條あおい 役
- 都市伝説セピア「死者恋」（2009年7月26日、WOWOW） - 三ヶ崎しのぶ 役
- 傍聴マニア09〜裁判長!ここは懲役4年でどうすか〜（2009年10月22日、日本テレビ） - 被告人の妻 役
- 相棒（テレビ朝日）
  - season8 第10話「特命係、西へ!」（2010年1月1日） - 芝木美都代 役
  - season21 第11話「大金塊」（2023年1月1日） - 袴田虹子 役
- わたしが子どもだったころ・大林素子編（2010年1月13日、NHK BShi、再放送・2010年2月7日、NHK総合） - 大林素子の母親・弘子 役
- さくら心中（2011年1月5日 - 4月8日、東海テレビ） - 秀ふじ 役
- 金曜プレステージ（フジテレビ）
  - 「検事・霞夕子2 無関係な死」（2011年9月2日） - 安川初音 役
  - 「ヤバい検事 矢場健〜ヤバケンの暴走捜査〜3」（2014年2月14日） - 磯沼喜代子 役
- 水曜ミステリー9（テレビ東京）
  - 「旅行作家・茶屋次郎9 笛吹川連続殺人事件」（2011年11月30日） - 柴田美鈴 役
- 牙狼＜GARO＞〜MAKAISENKI〜 第12話（2011年12月22日、テレビ東京） - 星川敏子 役
- 赤い糸の女（2012年9月3日 - 11月2日、東海テレビ） - 赤木豊子 役
- 鴨、京都へ行く。-老舗旅館の女将日記- 第3話（2012年4月23日、フジテレビ） - 大場夏美 役
- 読売テレビ開局55周年記念ドラマ 怪物（2013年6月27日、読売テレビ） - 山本雪子 役
- 鍵のない夢を見る 第4夜「仁志野町の泥棒」（2013年9月22日、WOWOW） - ミチルの母 役
- 科捜研の女 第13シリーズ 第6話（2013年11月21日、テレビ朝日） - 冴島理佐 役
- 木曜時代劇 銀二貫（2014年4月10日 - 6月5日、NHK総合） - お里 役
- 金曜ロードSHOW!特別ドラマ「ヒガンバナ〜女たちの犯罪ファイル」（2014年10月24日、日本テレビ） - 井上麻弓 役
- このミステリーがすごい! ベストセラー作家からの挑戦状「カシオペアのエンドロール」（2014年12月29日、TBS） - 吉川かなえ 役
- 青春探偵ハルヤ〜大人の悪を許さない!〜 第8話（2015年12月3日、読売テレビ） - 富田令子 役
- 嵐の涙〜私たちに明日はある〜（2016年2月1日 - 3月31日、東海テレビ） - 花井照 役
- 鴨川食堂 第6話（2016年2月14日、NHK BSプレミアム） - 横峯悠子 役
- スペシャルドラマ 「老人ホーム「ハッピー・ロード」愉快な仲間たちの事件簿」（2016年9月11日、テレビ東京） - 矢吹恵 役
- リバース（2017年4月14日 - 6月16日、TBS） - 越智浩子 役
- 日曜ワイド 「再捜査刑事・片岡悠介10」（2017年7月2日、テレビ朝日） - 北林麻弥子 役
- トットちゃん!（2017年10月2日 - 12月22日、テレビ朝日） - 佐々木八重 役
- アンナチュラル 第1話（2018年1月12日、TBS） - 敷島直美 役
- 父と子の旅路（2018年2月3日 - 3月24日、東海テレビ） - 浅利由美子 役
- 孤独のグルメ Season7 第2話（2018年4月14日、テレビ東京） - 女将 役
- 日曜プライム 「終着駅シリーズ32」（2018年4月22日、テレビ朝日） - 下城加奈子 役
- 刑事ゼロ 第2話（2019年1月17日、テレビ朝日） - 円城明日香 役
- ハイポジ 1986年、二度目の青春。（2020年1月11日 - 3月28日、テレビ大阪・BSテレ東） - 天野幸子 役[13]
- 警視庁強行犯係・樋口顕 最終話（2021年2月19日、テレビ東京） - 滝沢幸恵 役
- 半径5メートル第3話 （2021年5月14日、NHK総合） - 前田祥子 役
- 阿佐ヶ谷姉妹の のほほんふたり暮らし（2021年11月8日 -、NHK総合） - 村野孝代 役
- ホテルマン東堂克生の事件ファイル〜八ヶ岳リゾート殺人事件〜（2022年、BS-TBS） - 静子・アンリ 役
- 石子と羽男-そんなコトで訴えます?- 第9話（2022年、TBS） - 大庭香代子 役
- 連続ドラマW 事件（2023年8月13日 - 9月3日、WOWOW） - 坂井すみ江 役[14]
- マイ・セカンド・アオハル 第1話 - 第8話（2023年10月17日 - 12月5日、TBS） - 白玉久美子 役[15]
- あきない世傳 金と銀（NHK BS・NHK BSプレミアム4K） - お竹 役
  - あきない世傳 金と銀（2023年12月8日 - 2024年2月2日）
  - あきない世傳 金と銀2（2025年4月6日 - 5月25日）[16][17]
  - あきない世傳 金と銀3（2026年春〈予定〉 - ）[18]
- 令和サスペンス劇場「旅人検視官 道場修作」愛知県蒲郡・西浦温泉殺人事件（2024年4月14日、BS日テレ） - 瀬川木綿子 役[19][20]
- 私があなたといる理由〜グアムを訪れた3組の男女の1週間〜（2025年7月2日 - 、テレビ東京） - 花田寛子 役[21]

### Vシネマ
- てやんでいBaby（1996年）
- ミナミの帝王13 「詐欺師潰し」（1996年）
- ミナミの帝王14 「銃撃の復讐」（1997年）
- ミナミの帝王15 「堕ちる女」（1998年）
- ミナミの帝王16 「偽装結婚」（1995年）
- ミナミの帝王17 「劇場版VII・先物取引の蟻地獄」（1996年）
- ミナミの帝王18 「劇場版VIII・詐欺師の運命」（1996年）
- ミナミの帝王19 「劇場版IX・保険金横領」（1997年）
- ミナミの帝王20 「劇場版X・待つ女」（1997年）
- ミナミの帝王21 「スペシャル劇場版・ローンシャーク・・・追い込み 」（1995年）
- ミナミの帝王22 「特別編　密約」（1996年）
- ミナミの帝王23 「長編版1〜5」（1997年）
- ミナミの帝王24 「嘆きのニューハーフ」（1998年）
- ミナミの帝王25 「消えない傷跡」（1999年）
- ミナミの帝王26 「劇場版XI・追憶」（1998年）
- ミナミの帝王27 「劇場版XII・逆転相続」（1998年）
- ミナミの帝王28 「破産・金融屋殺し」（1999年）
- ミナミの帝王29 「システム金融」（1999年）
- ミナミの帝王30 「アリバイ証明の罠」（1999年）
- ミナミの帝王31 「劇場版XIII・リストラの代償」（1999年）
- ミナミの帝王32 「劇場版XIV・借金極道 」（1999年）
- ミナミの帝王33 「劇場版XV・商工ローン-保証人の落し穴」（2000年）
- ミナミの帝王34 「トイチの身代金」（2000年）
- ホステスNo.1　再建屋みなみ（2000年） - 北斗みなみ 役

### バラエティー番組
- 街かどテレビ11:00（TBS、1985年8月14日）
- 志村けんのバカ殿様（フジテレビ）1986年～
- 志村けんのだいじょうぶだぁ[1]（フジテレビ） 1987年 - 1992年12月7日
- 志村けんはいかがでしょう（フジテレビ） 1993年 - 1995年
- 欽ちゃんのどこまでやるの!?（テレビ朝日）
- オールナイトフジ（フジテレビ）
- 東京イエローページ（TBS）
- さんまのからくりTV（TBS） - 1992年9月27日
- 関口宏の東京フレンドパークII（TBS） - 1993年8月9日[注釈 15]、1998年5月4日[注釈 16]
- 世界・ふしぎ発見!（TBS）
- オールスター感謝祭（TBS） 1996年秋 - 2000年春、2002年春
- ウンナンの気分は上々（TBS） - 1998年
- 特捜!芸能ポリスくん（TBS） - 1998年5月20日
- ライオンのごきげんよう（フジテレビ） - 1998年8月

他多数

### 映画
- 首都消失（1987年） - 松永美恵子 役
- あいつに恋して（1987年）
- マリリンに逢いたい（1988年） - 杏子 役
- 行き止まりの挽歌 ブレイクアウト（1988年） - 沢野未来 役
- ふうせん（1990年） - 女客 役
- 夜逃げ屋本舗（1992年） - 藤堂綾乃 役
- ゴジラvsデストロイア（1995年） - 山根ゆかり 役[2]
- マグニチュード（1997年）
- 義務と演技（1997年）
- 元気の神様（1998年） - 坂口由紀 役
- DRUG（2001年）
- 七人の弔（2005年） - 橋本染子 役
- 止まり木ブルースシリーズ
- ストロベリーショートケイクス（2005年）
- 殺しの軍団
- 早咲きの花（2006年） - 植松妙子 役
- 夕映え少女（オムニバス）「夕映え少女」（2008年）
- 次郎長三国志（2008年） - おきつ 役
- ソフトボーイ（2010年） - オニツカの母 役
- Heart Beat（2012年）
- 怪談新耳袋 異形〜「部屋替え」（2012年） - モモカの母 役
- HOSHI 35/ホシクズ（2023年） - ユカリ 役[22]

### Webドラマ
- 最後のねがいごと（2018年 / ボンボンTV）
- グレーゾーン・アイランド（2022年8月1日 - 9月5日、YouTube Originals） -ナギサの母 役

### 舞台
- 劇団ノーティーボーイズ『裏★HAPPY』（2003年）
- 劇団ダンダンブエノ『バナナが好きな人』（2004年）
- 志村魂7 （2012年）
- 久ヶ沢牛乳Presents『A HALF CENTURY BOY』(2012年)
- 志村魂8 （2013年）
- 悪名（2014年） - お絹 役
  - 悪名 The Badboys Return!（2016年）[23]

### ラジオドラマ
- カフェテラスのふたり 「幻の動物園」（1988年2月15日 - 26日、NHK-FM）
- FMシアター （NHK-FM）
  - 「北千島女工節異聞」（2001年4月14日） - 房江 役[24]
  - 「川辺のアジール」（2025年8月30日） - 佐々山彩加 役[25]
- 特集オーディオドラマ 「おやつのいくさ」（2020年8月12日、NHKラジオ第1 / 2020年8月15日・22日、NHK-FM） - 凛子 役[26]

### CM
- Vistak（ビスタック）（日本電気ホームエレクトロニクス）
- みぞれバー、ハイキャラスナック（森永製菓、1986年）
- カコナール（山之内製薬、1986年）
- 金正堂本店 決算セール（1987年、青森県ローカル） ※声の出演。『テディーボーイ・ブルース』がCMソングとして使われた。
- ユンケルEC（佐藤製薬、1990年）※姉・真子と共演。

### ゲーム
- テディーボーイ・ブルース（セガ、1985年） - アーケードゲーム

### ミュージックビデオ
- だいたいこんなもんですよ（YUCARI、2021年）

## 音楽活動

### シングル
| #                                              | 発売日                                         | タイトル                                       | B面                                            | 規格                                           | 規格品番                                       |
| 徳間ジャパン／ジャパンレコーズ (石野陽子 名義) | 徳間ジャパン／ジャパンレコーズ (石野陽子 名義) | 徳間ジャパン／ジャパンレコーズ (石野陽子 名義) | 徳間ジャパン／ジャパンレコーズ (石野陽子 名義) | 徳間ジャパン／ジャパンレコーズ (石野陽子 名義) | 徳間ジャパン／ジャパンレコーズ (石野陽子 名義) |
| ---------------------------------------------- | ---------------------------------------------- | ---------------------------------------------- | ---------------------------------------------- | ---------------------------------------------- | ---------------------------------------------- |
| 1st                                            | 1985年4月25日                                  | テディーボーイ・ブルース                       | さよならのバースデー                           | EP                                             | 7JAS-28                                        |
| 2nd                                            | 1985年8月25日                                  | 雨のチャペル通り                               | 涙のポニーテイル                               | EP                                             | 7JAS-39                                        |
| 3rd                                            | 1985年11月25日                                 | ロマネスク・ヨコハマ                           | 天使になりたい                                 | EP                                             | 7JAS-50                                        |
| 4th                                            | 1986年5月25日                                  | グッバイ・ブルーサーファー                     | スクールリングにKISS                           | EP                                             | 7JAS-63                                        |
| 5th                                            | 1987年7月25日                                  | 失われた夏                                     | さよならの関係                                 | EP                                             | 7JAS-85                                        |
| 6th                                            | 1988年5月25日                                  | ロマンティック神楽坂                           | 五月雨は涙                                     | EP                                             | 7JAS-103                                       |
| 6th                                            | 1988年5月25日                                  | ロマンティック神楽坂                           | 五月雨は涙                                     | 8cmCD                                          | 10JC-295                                       |
| 7th                                            | 1989年6月25日                                  | KISSまで待てない -MY WORLD-                    | ジェラシーには鍵を                             | EP                                             | PS-203                                         |
| 7th                                            | 1989年6月25日                                  | KISSまで待てない -MY WORLD-                    | ジェラシーには鍵を                             | 8cmCD                                          | 10JC-432                                       |

### アルバム

#### オリジナル・アルバム
| #                                              | 発売日                                         | タイトル                                       | 規格                                           | 規格品番                                       |
| 徳間ジャパン／ジャパンレコーズ (石野陽子 名義) | 徳間ジャパン／ジャパンレコーズ (石野陽子 名義) | 徳間ジャパン／ジャパンレコーズ (石野陽子 名義) | 徳間ジャパン／ジャパンレコーズ (石野陽子 名義) | 徳間ジャパン／ジャパンレコーズ (石野陽子 名義) |
| ---------------------------------------------- | ---------------------------------------------- | ---------------------------------------------- | ---------------------------------------------- | ---------------------------------------------- |
| 1st                                            | 1985年6月25日                                  | Boys & Girls                                   | LP                                             | 28JAL-3012                                     |
| 1st                                            | 1985年6月25日                                  | Boys & Girls                                   | CT                                             | 28J-2012                                       |
| 1st                                            | 1985年6月25日                                  | Boys & Girls                                   | CD                                             | 32JC-128                                       |

#### ミニ・イメージ・アルバム
| #                                              | 発売日                                         | タイトル                                       | 規格                                           | 規格品番                                       |
| 徳間ジャパン／ジャパンレコーズ (石野陽子 名義) | 徳間ジャパン／ジャパンレコーズ (石野陽子 名義) | 徳間ジャパン／ジャパンレコーズ (石野陽子 名義) | 徳間ジャパン／ジャパンレコーズ (石野陽子 名義) | 徳間ジャパン／ジャパンレコーズ (石野陽子 名義) |
| ---------------------------------------------- | ---------------------------------------------- | ---------------------------------------------- | ---------------------------------------------- | ---------------------------------------------- |
| 1st                                            | 1985年12月21日                                 | ピンクのラブソング                             | LP                                             | 22JAL-3033                                     |

#### ベスト・アルバム
| #                                              | 発売日                                         | タイトル                                       | 規格                                           | 規格品番                                       |
| 徳間ジャパン／ジャパンレコーズ (石野陽子 名義) | 徳間ジャパン／ジャパンレコーズ (石野陽子 名義) | 徳間ジャパン／ジャパンレコーズ (石野陽子 名義) | 徳間ジャパン／ジャパンレコーズ (石野陽子 名義) | 徳間ジャパン／ジャパンレコーズ (石野陽子 名義) |
| ---------------------------------------------- | ---------------------------------------------- | ---------------------------------------------- | ---------------------------------------------- | ---------------------------------------------- |
| 1st                                            | 1986年6月25日                                  | ALL THAT YOHKO                                 | LP                                             | 28JAL-3055                                     |
| 1st                                            | 1986年6月25日                                  | ALL THAT YOHKO                                 | CD                                             | 32JC-160                                       |
| 2nd                                            | 1986年10月25日                                 | YOHKO INDEX                                    | CD                                             | 27JC-175/6                                     |
| 3rd                                            | 1989年6月25日                                  | ALL THAT YOHKO KISSまで待てない -MY WORLD-     | CD                                             | 32JC-435                                       |
| 4th                                            | 2004年12月22日                                 | GOLDEN☆BEST 石野陽子                           | CD                                             | TKCA-72795                                     |

### タイアップ一覧
| 曲名                        | タイアップ                                             | 収録作品                                |
| --------------------------- | ------------------------------------------------------ | --------------------------------------- |
| テディーボーイ・ブルース    | セガ『テディーボーイ・ブルース』イメージソング         | シングル「テディーボーイ・ブルース」    |
| KISSまで待てない -MY WORLD- | CX系『志村けんのだいじょうぶだぁ』エンディング・テーマ | シングル「KISSまで待てない -MY WORLD-」 |